# 歯垢染色剤
歯垢染色剤（しこうせんしょくざい）とは、口腔内の歯垢の染め出しを行う薬品の事。プラークチェッカー、プラークテスター、カラーテスターなどとも呼ばれる。

## 概要
口腔内の歯垢を赤や青で染め歯垢をより可視化し、歯面清掃の補助や歯面清掃指導に用いるものである。薬剤としては通常は着色料である、赤色104号（フロキシン）、赤色3号（エリスロシン）、青色1号（ブリリアントブルーFCF）などが用いられている。市販の形態としては液剤、錠剤、ジェルタイプのものに大別されるが、歯磨剤に添加されているタイプ、古い歯垢を青新しい歯垢を赤と2色で染め分けるタイプなども発売されている。

## プラークコントロールレコード（Plaque Control Record:PCR）
1972年にO'Leary, DrankeとNaylorが開発した歯周病に関する指数の一つ。歯頸部の歯垢の有無を判定する簡単な方法で、歯頸部歯面に付着した歯垢を歯垢染色剤で染色することで確認する。開発者であるO'Learyは目標値を10%以下としたが、一般的には20%以下を目標とする。（詳細はプラークコントロールレコードを参照）

## その他
歯垢染色剤によるアナフィラキシーの症例が3歳児において2例報告されている。

## 関連
- 歯磨き
- 歯磨剤
- ライオン製品一覧